# Réserve naturelle régionale des îles de Stagnone di Marsala
La Réserve naturelle régionale des îles de Stagnone di Marsala (italien : Riserva naturale regionale delle Isole dello Stagnone di Marsala) est une réserve naturelle située en Sicile, créée en 1984 sur le territoire de la commune de Marsala.